# Парамонов, Виктор Иванович
Виктор Иванович Парамонов (4 февраля 1917, Москва — 18 января 2006) — советский военный лётчик и военачальник, генерал-лейтенант авиации.

## Биография
Родился в 1917 году в Москве. Член КПСС.
С 1937 года — на военной службе, общественной и политической работе. В 1937—1974 годах — лётчик в составе 38 и 8 отдельных истребительных авиационных эскадрилий, затем 5-го иап ВВС Балтийского флота, участник боёв на реке Халхин-Гол, участник советско-финской войны, участник Великой Отечественной войны, заместитель командира, командир эскадрильи. Совершил 462 боевых вылета, одержал 10 личных побед. Командир 314-го иап, командир 405-го иап, заместитель командира 303-й иад, командир 26-й дивизии ПВО в Иркутске, командир 21-го корпуса ПВО в Североморске, специалист РВС Кубы, заместитель начальника Генштаба войск ПВО страны по боевому управлению.
Представлялся к званию Героя Советского Союза.
Делегат XXIII съезда КПСС.
Умер в Москве в 2006 году.